# Ferrocat
Ferrocat es el nombre que recibe el Plan de emergencias en transporte de viajeros por ferrocarril de Protección Civil para las emergencias ferroviarias en Cataluña. Fue creado en diciembre de 2009 por la Comissión de Protección Civil de Cataluña (CPCC) gracias a la iniciativa del Gobierno de Cataluña a raíz de los diferentes sucesos que ocurrieron en la red de cercanías de Barcelona por las deficiencias en la infraestructura ferroviaria y la construcción de la línea de alta velocidad Madrid-Barcelona. Fue el primer plan de emergencias ferroviarias que se creó en España.

## Historia
El plan fue homologado el 17 de diciembre de 2009 por la Comissión de Protección Civil de Cataluña (CPCC) y obliga a avisar a emergencias en caso de incidentes en el servicio a Renfe Operadora, Adif, Ferrocarriles de la Generalidad de Cataluña y Metro de Barcelona. Montse Font —jefa del Servicio de Gestión del Riesgo i Planificación de la Dirección General de Protecció Civil de Cataluña en 2010— declaró que uno de los objetivos del plan es poder informar al usuario que llama al 112 en caso de incidencia en el servicio, acción que antes no se podía realizar ya que los operadores ferroviarios no informaban a los servicios de emergencia de cualquier incidencia que se producía. Entre otros incidentes, el plan se activó en los accidentes ferroviarios de Mataro de 2012 y Castelldefels de 2010.

## Fases de emergencia
- Prealerta. Se activa cuando hay una incidencia sin que esta afecte a las personas o la infraestructura.
- Alerta. Se activa cuando hay una incidencia destacable y puede haber riesgo para las personas —descarrilamientos, colisiones, evacuaciones, arrollamientos— o la infraestructura.